# Jungutan
Jungutan is een bestuurslaag in het regentschap Karangasem van de provincie Bali, Indonesië. Jungutan telt 6809 inwoners (volkstelling 2010).